# Cariomothis chia
Cariomothis chia is een vlindersoort uit de familie van de prachtvlinders (Riodinidae), onderfamilie Riodininae.
Cariomothis chia werd in 1823 beschreven door Hübner.